# Szíria az olimpiai játékokon
Szíria az olimpiai játékokon 1948-ban vett részt első alkalommal, de a következő négy játékokon nem volt jelen. Szíria 1968-ban tért vissza ismét, és azóta minden nyári sportünnepen részt vett, kivéve az 1976-os játékokat. Egyetlen szír sportoló sem képviselte még országát a téli olimpiai játékokon.
Szíria olimpiai története alatt eddig négy érmet nyert, mindet különböző sportágakban.
A Szíriai Olimpiai Bizottságot 1948-ban alapították.

## Érmesek
| Érem  | Név            | Olimpia            | Sport      | Versenyszám                  |
| ----- | -------------- | ------------------ | ---------- | ---------------------------- |
| Ezüst | Joseph Atiyeh  | 1984, Los. Angeles | Birkózás   | Férfi szabadfogású nehézsúly |
| Arany | Ghada Shouaa   | 1996, Atlanta      | Atlétika   | Női hétpróba                 |
| Bronz | Naser Al Shami | 2004, Athén        | Ökölvívás  | Férfi nehézsúly              |
| Bronz | Man Asaad      | 2020, Tokió        | Súlyemelés | Férfi +109 kg                |

## Éremtáblázatok

### Érmek a nyári olimpiai játékokon
| Olimpia              | Arany          | Ezüst          | Bronz          | Összesen       |
| 1948, London         | 0              | 0              | 0              | 0              |
| 1952, Helsinki       | nem vett részt | nem vett részt | nem vett részt | nem vett részt |
| 1956, Melbourne      | nem vett részt | nem vett részt | nem vett részt | nem vett részt |
| 1960, Róma           | nem vett részt | nem vett részt | nem vett részt | nem vett részt |
| 1964, Tokió          | nem vett részt | nem vett részt | nem vett részt | nem vett részt |
| 1968, Mexikóváros    | 0              | 0              | 0              | 0              |
| 1972, München        | 0              | 0              | 0              | 0              |
| 1976, Montréal       | nem vett részt | nem vett részt | nem vett részt | nem vett részt |
| 1980, Moszkva        | 0              | 0              | 0              | 0              |
| 1984, Los Angeles    | 0              | 1              | 0              | 1              |
| 1988, Szöul          | 0              | 0              | 0              | 0              |
| 1992, Barcelona      | 0              | 0              | 0              | 0              |
| 1996, Atlanta        | 1              | 0              | 0              | 1              |
| 2000, Sydney         | 0              | 0              | 0              | 0              |
| 2004, Athén          | 0              | 0              | 1              | 1              |
| 2008, Peking         | 0              | 0              | 0              | 0              |
| 2012, London         | 0              | 0              | 0              | 0              |
| 2016, Rio de Janeiro | 0              | 0              | 0              | 0              |
| 2020, Tokió          | 0              | 0              | 1              | 1              |
| 2024, Párizs         | 0              | 0              | 0              | 0              |
| Összesen             | 1              | 1              | 2              | 4              |

## Érmek sportáganként

### Érmek a nyári olimpiai játékokon sportáganként
| Szíria érmei a nyári olimpiai játékokon sportáganként | Szíria érmei a nyári olimpiai játékokon sportáganként | Szíria érmei a nyári olimpiai játékokon sportáganként | Szíria érmei a nyári olimpiai játékokon sportáganként | Az olimpiai zászlaja |

| Sportág    | Arany | Ezüst | Bronz | Összesen |
| ---------- | ----- | ----- | ----- | -------- |
| Atlétika   | 1     | 0     | 0     | 1        |
| Birkózás   | 0     | 1     | 0     | 1        |
| Ökölvívás  | 0     | 0     | 1     | 1        |
| Súlyemelés | 0     | 0     | 1     | 1        |
| Összesen   | 1     | 1     | 2     | 4        |